# Copa BBVA Colsanitas 2011
La Copa BBVA Colsanitas 2011 è stato un torneo femminile di tennis giocato sulla terra rossa. È stata la 14ª edizione della Copa Colsanitas, che fa parte della categoria International nell'ambito del WTA Tour 2011. Si è giocato al Club Campestre El Rancho di Bogotà in Colombia, dal 14 al 20 febbraio 2011.

## Partecipanti

### Teste di serie
| Nazionalità | Giocatrice              | Ranking* | Testa di serie |
| ----------- | ----------------------- | -------- | -------------- |
| Germania    | Julia Görges            | 34       | 1              |
| Slovenia    | Polona Hercog           | 47       | 2              |
| Romania     | Simona Halep            | 63       | 3              |
| Spagna      | Arantxa Parra Santonja  | 65       | 4              |
| Spagna      | Carla Suárez Navarro    | 66       | 5              |
| Romania     | Edina Gallovits         | 76       | 6              |
| Spagna      | Lourdes Domínguez Lino  | 77       | 7              |
| Spagna      | Anabel Medina Garrigues | 81       | 8              |

- Ranking al 7 febbraio 2011.

### Altre partecipanti
Giocatrici che hanno ricevuto una Wild card:
- Leticia Costas Moreira
- Catalina Castaño
- Sílvia Soler Espinosa

Giocatrici passate dalle qualificazioni:

- Sharon Fichman
- Bianca Botto
- Corinna Dentoni
- Beatriz García Vidagany

## Campionesse

### Singolare
Lourdes Domínguez Lino ha battuto in finale  Mathilde Johansson con il punteggio di 2–6, 6–3, 6–2

### Doppio
Edina Gallovits-Hall /  Anabel Medina Garrigues hanno battuto in finale  Sharon Fichman /  Laura Pous Tió con il punteggio di 2–6, 7–6(6), [11–9]